# Maxwells ekvationer
Maxwells elektromagnetiska ekvationer är fyra partiella differentialekvationer som beskriver elektriska och magnetiska fält. De sammanställdes av Oliver Heaviside, och rättade till bristerna och tvetydigheterna i James Clerk Maxwells ursprungliga 20 olika ekvationer.

## Sammanfattning

### Generell form
Den vanligaste formen av Maxwells ekvationer är
{\displaystyle \nabla \cdot \mathbf {D} =\rho _{f},}
{\displaystyle \nabla \cdot \mathbf {B} =0,}
{\displaystyle \nabla \times \mathbf {E} =-{\frac {\partial \mathbf {B} }{\partial t}},}
{\displaystyle \nabla \times \mathbf {H} =\mathbf {J} _{f}+{\frac {\partial \mathbf {D} }{\partial t}}.}
Den första ekvationen, Gauss lag, beskriver hur elektriska fält orsakas av elektriska laddningar. 
Enligt den andra ekvationen finns det inga "magnetiska laddningar", så kallade magnetiska monopoler.
Den tredje ekvationen (Faradays induktionslag) beskriver hur elektriska fält uppstår från variationer i magnetiska fält.
Den fjärde ekvationen (Ampères lag med Maxwells korrektion) beskriver hur magnetiska fält uppstår från variationer i elektriska fält.

### Lista över de ingående storheterna
E : Elektriska fältet
D : Elektriska flödestätheten
H : Magnetfältet ¹
B : Magnetiska flödestätheten ¹
Jf : fria strömmen av laddningstäthet
¹ Detta kommer ur en äldre konvention, och idag kallas båda ofta "magnetfält".
Subskriptet f används här för att notera de fria laddningarna; de bundna laddningarna finns medräknade i E och D-fälten. 
{\displaystyle \nabla } kallas nabla och används som deriveringssymbol i vektoranalysen.

### Integralform
Ekvationerna kan även uttryckas på integralform:
{\displaystyle \oint _{S}\mathbf {D} \cdot d\mathbf {s} =\int _{V}\rho _{f}dv}
{\displaystyle \oint _{S}\mathbf {B} \cdot d\mathbf {s} =0}
{\displaystyle \oint _{C}\mathbf {E} \cdot dl=-\int _{S}{\partial \mathbf {B}  \over \partial t}\cdot d\mathbf {s} }
{\displaystyle \oint _{C}\mathbf {H} \cdot dl=\int _{S}\mathbf {J} _{f}\cdot d\mathbf {s} +\int _{S}{\partial \mathbf {D}  \over \partial t}\cdot d\mathbf {s} }

### Randvärdesvillkor
Vid övergången från medium 1 till medium 2 ger Maxwells ekvationer:
{\displaystyle \mathbf {\hat {n}} \cdot (\mathbf {D} _{2}-\mathbf {D} _{1})=\sigma _{f}}
{\displaystyle \mathbf {\hat {n}} \times (\mathbf {E} _{2}-\mathbf {E} _{1})=0{\mbox{ eller }}\mathbf {E} _{2t}=\mathbf {E} _{1t}}
{\displaystyle \mathbf {\hat {n}} \cdot (\mathbf {B} _{2}-\mathbf {B} _{1})=0}
{\displaystyle \mathbf {\hat {n}} \times (\mathbf {H} _{2}-\mathbf {H} _{1})=\mathbf {K} _{f}{\mbox{ eller }}\mathbf {H} _{2t}-\mathbf {H} _{1t}=\mathbf {K} _{f}\times \mathbf {\hat {n}} ,}
där {\displaystyle \sigma _{f}} är ytladdningsdensiteten och Kf den fria ytströmtätheten i gränsytan mellan medierna.

### Superpositionsprincipen
I ett linjärt medium ges Maxwells ekvationer som ett system av linjära partiella differentialekvationer. För detta specialfall gäller att om två eller flera elektromagnetiska fält är lösningar till Maxwells ekvationer är summan av lösningarna också en lösning. Detta förhållande brukar benämnas superpositionsprincipen. För icke-linjära medier, exempelvis inom icke-linjär optik där den elektriska polarisationsdensiteten är en icke-linjär funktion av det elektriska fältet, gäller ej superpositionsprincipen.

### Linjära medier eller material
I linjära medier är den makroskopiska fältstyrkan D och H proportionellt relaterade till fältstyrkorna E och B
{\displaystyle \mathbf {D} =\epsilon \mathbf {E} }
{\displaystyle \mathbf {B} =\mu \mathbf {H} }
I linjära och isotropa medier är permittiviteten ε och permeabiliteten μ konstanta (oberoende av rotationer och translationer av mediet samt oberoende av de ingående fälten) och Maxwells ekvationer reduceras till
{\displaystyle \nabla \cdot \mathbf {E} ={\frac {\rho }{\epsilon }}}
{\displaystyle \nabla \cdot \mathbf {B} =0}
{\displaystyle \nabla \times \mathbf {E} =-{\frac {\partial \mathbf {B} }{\partial t}}}
{\displaystyle \nabla \times \mathbf {B} =\mu \mathbf {J} +\mu \epsilon {\frac {\partial \mathbf {E} }{\partial t}}}.
Många material kan med god approximationsgrad betraktas som linjära och isotropa.

### Vakuum
Vakuum är ett linjärt isotropiskt medium och proportionalitetskonstanterna betecknas vanligtvis ε0 samt μ0. Om det inte finns några strömmar eller elektriska laddningar i vakuumet kan Maxwells ekvationer förenklas till
{\displaystyle \nabla \cdot \mathbf {E} =0}
{\displaystyle \nabla \cdot \mathbf {B} =0}
{\displaystyle \nabla \times \mathbf {E} =-{\frac {\partial \mathbf {B} }{\partial t}}}
{\displaystyle \nabla \times \mathbf {B} =\mu _{0}\epsilon _{0}{\frac {\partial \mathbf {E} }{\partial t}}}
Dessa ekvationer har enkla lösningar i formen av en framåtskridande sinusformad plan elektromagnetisk våg, med elektriska och magnetiska fältriktningarna vinkelräta mot varandra och till fortplantningsriktningen. Fälten är i fas och transporteras med hastigheten
{\displaystyle c={\frac {1}{\sqrt {\mu _{0}\epsilon _{0}}}}}.

### Våghastigheten och ljushastigheten
Maxwell konstaterade att de elektriska och magnetiska proportionalitetskonstanterna, ε0 och μ0, med experimentella värden och sorter insatta i ovanstående formel, gav en hastighet c som stämde väl med ljushastighetens experimentellt kända värde i vakuum. Den så förutsedda elektromagnetiska strålningen var på Maxwells tid okänd i praktiken. Men hur den än kunde se ut så skulle den alltså utbreda sig med ljusets hastighet. Och omvänt skulle ljuset vara en elektromagnetisk strålning. Strålningens existens och egenskaper bekräftades senare av Heinrich Hertz.